# لووا لوندین
لووا لوندین (انگلیسی: Lova Lundin؛ زادهٔ ۲۵ اکتبر ۱۹۹۸) بازیکن فوتبال اهل سوئد است.